# Region Mopti
Region Mopti – jeden z 8 regionów w Mali, znajdujący się w centralnej części kraju.

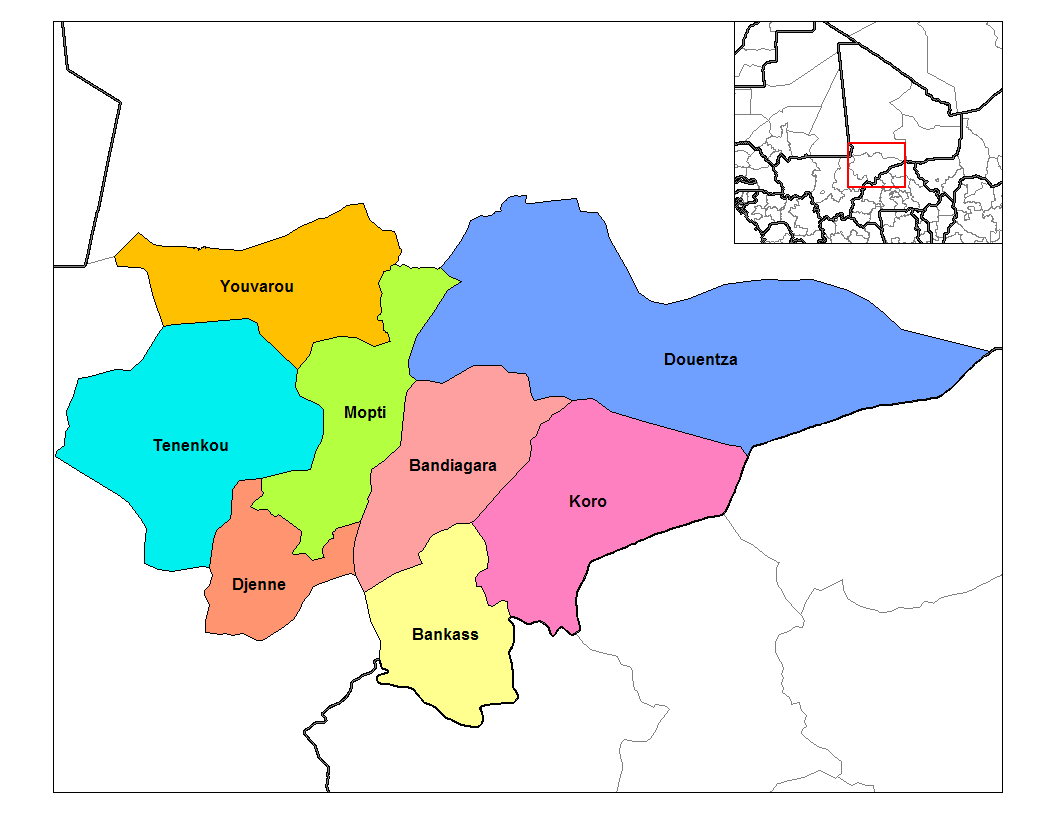
Okręgi regionu Mopti